# Gumitisak
Gumitisak je fotografska tehnika 19. stoljeća, bazirana na svijetloosjetljivosti spojeva šesterovalentnog kroma,u pravilu je korišten kalij ili nešto rjeđe amonijev bikromat. Razlikujemo jednostavan gumitisak i višebojni gumitisak. Osim kalijevog ili amonijevog bikromata sastavni su dio emulzije i gumiarabika, te neki pigment, zavisno o boji koju želimo dobiti na slici.

## Povijest
Smatra se da je tehniku otkrio Francuz Louis-Alphonse Poitevin 1855. Vrhunac primjene ove tehnike je na prijelazu 19. u 20. stoljeće, a najznačajniji fotograf koji je ovu tehniku koristio je Francuz Robert Demachy.

## Alternative uporabi kalijevog bikromata
Kako je  kalijev bikromat toksičan i kancerogen, spoj sve više se koristi nekoliko alternativnih postupaka, od kojih je najstariji korištenje željezne soli, postupak zasnovan  na uporabi biljnih bjelančevina, te komercijalni proizvod PrintMakers Friend.

## Vanjske poveznice
- Gum Photo technical information
- Alternative Photography process notes
- Illustrated Gum Printing Tutorials and works
- Gum History, Tips, Process, and Original Image Galleries  Arhivirana inačica izvorne stranice od 2. travnja 2012. (Wayback Machine)